# Amebix
Gli Amebix sono stati un gruppo musicale crust punk formato nel Devon, Inghilterra nel 1978. Sono uno dei gruppi capostipiti del crust punk.
La loro musica era un misto di generi che spaziavano dall'hardcore punk all'heavy metal/thrash metal, ed era influenzata pesantemente da gruppi come Motörhead, Black Sabbath, Venom e Celtic Frost, generando così una nuova sonorità poi nota come crust punk.

## Storia
Gli Amebix si formarono originariamente nel 1978 con la formazione composta da Rob Miller (voce, successivamente anche al basso) insieme a suo fratello Chris "Stig" Miller (chitarra), da Andy Billy Jug (batteria) e Clive (basso), mentre frequentavano la scuola a Devon.
Inizialmente si chiamavano "The Band with no Name", e suonarono principalmente nei dintorni della loro città e durante questo periodo incisero il primo demo da 6 canzoni.
Rob Miller in quel periodo lavorava come giornalista part-time e sfruttando questa posizione portò il demo ai Crass. Registrarono i primi dischi, l'EP Who's The Enemy? (1982), il singolo Winter (1983) e l'EP No Sanctuary (1983) per l'etichetta discografica Spiderleg Records.
Subito dopo Andy Billy Jug fu sostituito alla batteria da Martin. I ragazzi usarono la casa di Martin a Dartmoor come sala prove, proprio qui iniziarono a pensare al nome Amebix.
Martin poco dopo fu prelevato dai genitori e portato a Londra dove gli fu diagnosticata la schizofrenia. Si trasferirono a Bristol e vissero per un periodo negli squat, incontrarono il gruppo Disorder e si tuffarono nell'uso e abuso di sostanze stupefacenti.
Durante la registrazione di No Sanctuary incontrarono Jello Biafra (ex Dead Kennedys) che gli diede una copia di Generic Flipper e gli Amebix decisero di unirsi alla sua etichetta indipendente, la Alternative Tentacles.
Nel 1985 uscì il disco d'esordio Arise! e fino al 1987 non registrarono nient'altro. Nel 1986 uscì il live No Masters e nel 1987 cambiarono etichetta passando alla Heavy Metal Records registrando Monolith.
Sempre nello stesso anno uscì Right to Ride. Dal 1987 per molti anni non registrarono niente, ma nel 1994 esce The Power Remains e durante lo stesso anno si sciolsero prima di finire il tour. L'ultima tappa fu a Sarajevo.
Alcuni componenti formarono il gruppo degli Zygote. Il cantante Rob Miller ora vive nell'isola di Skye.

## Formazione

### Formazione attuale
- Rob Miller (Baron) - voce, basso
- Chris Miller (Stig) - chitarra
- Roy Mayorga - batteria

### Ex componenti

#### Basso
- Clive
- Ric Gadsby

#### Batteria
- Martin
- Virus
- Spider
- Andy Billy Jug

#### Tastiere
- A. Droid
- George
- Jenghiz
- Norman

## Discografia

### Album in studio
- 1985 - Arise!
- 1987 - Monolith
- 2011 - Sonic Mass

### Live
- 1987 - V Zivo - Live In Ljubljana Slovenia, 1986
- 2003 - Make Some Fucking Noise!

### Raccolte
- 1993 - The Power Remains
- 1998 - Beginning of the End
- 2008 - No Sanctuary: The Spiderleg Recordings

### EP
- 1982 - Who's The Enemy
- 1983 - No Sanctuary

### Singoli
- 1983 - Winter

### Demo
- 1979 - Demo